# Syncephalis pendula
Syncephalis pendula är en svampart som beskrevs av Tiegh. 1878. Syncephalis pendula ingår i släktet Syncephalis och familjen Piptocephalidaceae.   Inga underarter finns listade i Catalogue of Life.